# كيلي جونسون (لاعب كرة قاعدة)
كيلي جونسون (بالإنجليزية: Kelly Johnson) (و. 1982  م) هو لاعب كرة القاعدة، من الولايات المتحدة، ولد في أوستن، تكساس، يلعب كلاعب متعدد الاستخدامات.

## روابط خارجية
- كيلي جونسون على موقع دوري كرة القاعدة الرئيسي (الإنجليزية)
- كيلي جونسون على موقعبيزبول رفرنس.كوم (الدوري الرئيسي) (الإنجليزية)
- كيلي جونسون على موقعبيزبول رفرنس.كوم (الدوري الثانوي) (الإنجليزية)
- كيلي جونسون على موقع إي إس بي إن.كوم (أم.أل.بي) (الإنجليزية)
- كيلي جونسون على موقع مشجعي الرسوم البيانية (الإنجليزية)